# Consell d'empresa
El consell d'empresa és l'òrgan de gestió amb què es dotaren les empreses col·lectivitzades poc després de l'esclat de la Guerra civil. Aquests òrgans foren creats pel decret de Col·lectivitzacions de la Generalitat de Catalunya, el 24 d'octubre de 1936.
La revolució que iniciaren els treballadors de Catalunya a partir del 19 de juliol de 1936 comportà l'expropiació i col·lectivització d'un gran nombre d'empreses, que foren administrades des de llavors en règim d'autogestió obrera.
En aquest context de guerra i revolució nasqué el Consell d'Economia de Catalunya (11 d'agost de 1936), en el qual confluïren totes les forces sindicals i polítiques que feren front a l'alçament militar. De l'obra del Consell d'Economia, que no cessà durant tota la guerra civil, en destaquen dues fites històriques que foren, alhora, dues grans conquestes socials del moviment obrer de Catalunya: el Decret de Col·lectivitzacions i Control Obrer de 24 d'octubre de 1936 i el Decret de Municipalització de la Propietat Urbana d'11 de juny de 1937.
D'acord amb el decret de 1936, les empreses podien ésser col·lectivitzades en règim d'autogestió sota un consell d'empresa obrer, del qual depenia el director, assistit per un interventor de la Generalitat en els casos següents: quan l'empresa tenia més de 100 obrers; quan en tenia de 50 a 100 si eren de majoria qualificada; per acord amb el propietari, si en tenia menys de 50; en cas d'abandonament de l'empresa pel propietari; i per salvaguarda d'interessos generals, a judici del Consell d'Economia.